# Chants dans l'Égypte antique
Il est malaisé de différencier un poème d'un chant quand on ne connaît l'œuvre que par son support écrit. Les égyptologues ont donc résolu le problème en appelant « chant » uniquement les textes dont il est spécifié qu'ils doivent être récités avec un accompagnement musical. Dès lors, il apparaît que le chant occupait une place importante en Égypte, comme en témoigne le rôle de premier plan qu'occupaient les musiciens-musiciennes et chanteurs-chanteuses dans la vie du temple. On a même retrouvé des chants entonnés au quotidien par des ouvriers pour se donner du cœur à l'ouvrage.

## Chants dans le culte funéraire

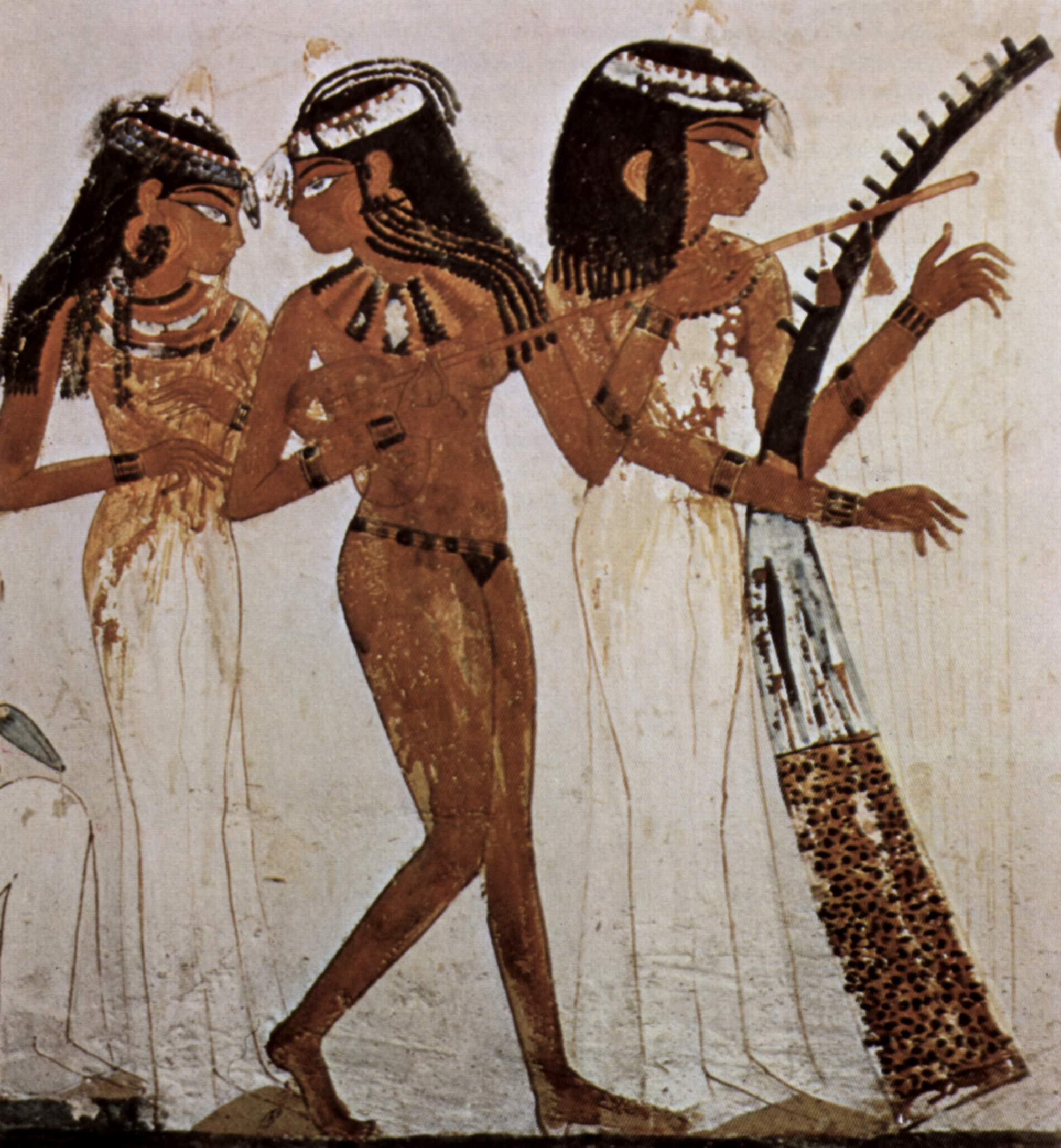
Musiciennes dans la tombe de Nakht

Des textes de chants, psalmodiés en l'honneur du défunt, ont été reproduits sur les parois de tombes ou sur des stèles datant d'une période allant du Moyen au Nouvel Empire. Ils sont accompagnés d'une représentation du défunt assis devant sa table d'offrandes, tandis qu'un musicien chante et joue de la harpe pour lui. On les connait sous l'appellation « Chant du harpiste ».
Ces chants ont évidemment pour thème la mort. Ils diffèrent cependant des textes funéraires traditionnels (Textes des sarcophages, Livre des morts, etc.) en ce qu'ils ne participent ni aux rites de momification, ni aux cérémonies d'ensevelissement. Ils apparaissent plutôt comme une réflexion sur la mort bien que les plus anciens chants restent des prières traditionnelles louant le défunt et sa vie dans l'au-delà.
Ces textes étaient chantés par les proches lors des banquets funéraires qui avaient lieu dans les nécropoles à l'occasion de fêtes particulières. Était-ce alors, pour les vivants, l'occasion d'un questionnement angoissé sur la mort, une façon de se rassurer en soulignant l'importance de la vie ? Ces chants, écrits en hiéroglyphes dans les tombes avaient une fonction sacrée, or certains textes mettent en doute les croyances traditionnelles ; en fait, ces chants remettent en question moins la vie après la mort que l'attitude des vivants. En effet, les croyances égyptiennes impliquent la participation des vivants à la survie des défunts : sans eux - et sans leurs offrandes -, le destin du mort n'est pas assuré. Ces textes servaient donc à la fois à réconforter les vivants et les inciter à respecter les cultes funéraires.